# Один сребреник
«Один сребреник» — (чеш. Jeden stříbrný) — чехословацкий фильм 1976 года режиссёра Ярослава Балика по повести Зденека Плугаржа.
Фильм был заявлен от Чехословакии на кинопремию «Оскар» в категории «лучший фильм на иностранном языке» (1977), но не получил номинацию.

## Сюжет
Лето 1944 года. Словацкие горы, где войны вроде бы и нет. Здесь в бригаде из восьми лесорубов, состоящую из чехов, словаков и одного поляка, появляется новенький — пражский студент Мартин. Восемь трудолюбивых, простых, но крутых парней, поначалу не доверяют юноше, но со временем принимают его.
В эту глушь Мартина привело желание не сотрудничать с нацистами — год назад его забрали в Гестапо и требовали назвать имя товарища, ночевавшего у него. После жёсткого допроса юношу выпустили, взяв с него обещание доносить. Чтобы не делать этого, Мартин и пробрался в горы.
Но местный лесник Ткач оказывается агентом гестапо и напоминает Мартину о его прошлом и требует от него доносить на новых товарищей…
Почти все в бригаде лесорубов — коммунисты, и готовятся к восстанию, для чего у них припрятано в горах оружие.
Вскоре арестован один член бригады, в пабе хваставшийся, что у него есть автомат, затем гестаповцы приходят за поляком сбежавшим от мобилизации.
Лесорубы начинают подозревать Мартина в том, что он донёс на них, и один из них избивает его. Но узнав от жены лесника Юлики, что её муж соглядатай гестапо, извиняются перед Мартином, старый Чепурко даже дарит ему серебряную монету, которую хранил для своего сына.
Ткач, узнавший о начале восстания, требует от Мартина сдать товарищей. Мартин заманивает его в лес якобы к тайнику с оружием и взрывом гранаты убивает его и себя, позволяя бригаде достать оружие из настоящего тайника и уйти в горы.

## В ролях
- Эмиль Горват — Мартин
- Анатолий Кузнецов — Лацо Татар
- Юлиус Вашек — Габор
- Фердинанд Крута — Коржинек
- Мирослав Моравец — Форман
- Иозеф Черный — Чепурко
- Славо Заградник — Герзак
- Ладислав Худик — Бородач
- Богдан Висневский — Гацар
- Юрай Кукура — Питоняк
- Владо Мюллер — Ткач
- Анна Яворкова — Ткачова
- Альжбета Пиеторова — Илонка
- Мария Малкова — Розита
- Мирослава Хозова — Ружена
- Виктор Маурер — владелец паба
- Антон Коренчи — учитель
- Антон Шулик — полицейский

## Критика
Рассказывая историю предательства, которое центральный герой искупает ценой собственной жизни, Балик избрал форму баллады; в картине много удачных актёрских работ, верно изображается атмосфера, предшествовавшая началу Словацкого национального восстания. Но главное достоинство произведения состоит в том, что здесь существует и действует коллективный герой: будущие бойцы повстанческого отряда проявляют подлинное мужество и героизм, оставаясь понятными и близкими зрителю живыми людьми, в которых веришь.— «Искусство кино», 1977 год